# Gotra actuaria
Gotra actuaria là một loài tò vò trong họ Ichneumonidae.